# Maria Magdalena Dumitrache
Maria Magdalena Dumitrache (ur. 3 maja 1977) – rumuńska wioślarka. Złota medalistka olimpijska z Sydney.
Zawody w 2000 były jej jedynymi igrzyskami olimpijskimi. Zwyciężyła w ósemce. Wspólnie z nią płynęły Georgeta Damian, Viorica Susanu, Ioana Olteanu, Veronica Cochela, Elisabeta Lipă, Liliana Gafencu, Doina Ignat i Elena Georgescu. Była medalistką mistrzostw świata, zdobywając dwukrotnie złoto w ósemce (1998 i 1999). 